# Вогойн, Карл
Карл Вогойн (нем. Carl Vaugoin; 8 июля 1873, Вена — 10 июня 1949, Кремс-на-Дунае) — австрийский политический деятель, представлявший Христианско-социальную партию, в 1921 и 1922—1933 годах — военный министр. Вице-канцлер в 1929—1930 годах, федеральный канцлер Австрии в сентябре-декабре 1930 года. Консервативный националист, тесно сотрудничал с хеймвером. Снят с поста министра обороны канцлером Дольфусом, после аншлюса в 1938 году помещён под стражу (освобождён по состоянию здоровья), в 1940—1943 годах содержался под надзором в Судетах, а затем в Тюрингии.

## Биография
Карл Вогойн родился в 1873 году в Хакинге (ныне в составе 13-го района Вены) в семье ювелира и либерального политика, носившего то же имя, и Иды Анны Вогойн (урожд. Личке). В 1894—1890 годах посещал гимназию в Кремсмюнстере, в 1890—1892 годах в 6-м районе Вены. По окончании учёбы поступил добровольцем на военную службу, на которой оставался до 1899 года. Его планы стать офицером не осуществились — он был признан негодным к строевой службе и переведён в запас.
После этого Вогойн служил в бухгалтерии земельного управления Нижней Австрии. В 1898 году под влиянием Карла Люгера он присоединился к Христианско-социальной партии, вскоре возглавив партийное отделение в Хитцинге, а в 1912 году был избран в городскую управу Вены. В 1915 году, в ходе мировой войны, он был снова призван на службу, вначале как офицер ландштурма (в том числе приняв в феврале-апреле 1916 года участие в боевых действиях при Изонцо), а в 1916—1918 годах в тыловых службах. Окончательно вышел в отставку в 1918 году в звании капитана.
С 1918 по 1923 год Вогойн снова был депутатом Венской городской управы (с 1920 года носившей название парламента), где до 1921 года возглавлял управление кадров. В 1920 году принял участие в первых выборах в Национальный совет Австрии и стал депутатом от Христианско-социальной партии. С апреля по октябрь 1921 года Вогойн занимал пост федерального министра по военным делам, а затем вернулся на него в конце мая 1922 года и оставался в этой должности до сентября 1930 года, в последний год совмещая её с постом вице-канцлера. В качестве военного министра на него была возложена задача создания профессиональной армии в условиях подорванной войной экономики и ограничений, накладываемых Сен-Жерменским мирным договором. За годы нахождения в должности ему не удалось до конца искоренить в рядах армии, создававшейся Юлиусом Дойчем в послевоенные годы, сильный социал-демократический дух, несмотря на все усилия по её «деполитизации», но параллельно с этим он способствовал развитию военизированных националистических отрядов — хеймвера — вне рядов вооружённых сил. Попытки Вогойна изменить политические настроения в армии привели в 1924 году к отставке наиболее значительного австрийского военачальника того времени — Теодора Кёрнера, бывшего убеждённым социал-демократом и обнаружившего, что сработаться с Вогойном он не сможет. Одним из нововведений Вогойна в вооружённых силах была форма, спроектированная по образцу формы германского рейхсвера и включавшая в том числе погоны немецкого образца.
В мае 1930 года Вогойн сменил Игнаца Зейпеля на посту председателя Христианско-социальной партии; его кандидатуру на пост председателя выдвинул сам Зейпель, уходивший в отставку по состоянию здоровья. Когда правительственный кабинет Шобера в сентябре того же года ушёл в отставку в результате неразрешённого спора о руководстве федеральной железнодорожной сети, именно Вогойну было поручено сформировать правительство меньшинства, как лидеру крупнейшей партии в парламенте. В его кабинет были впервые в истории страны включены представители хеймвера. Однако уже в ноябре 1930 года состоялись очередные парламентские выборы, на которых Христианско-социальная партия потеряла статус крупнейшей в Национальном совете. Партия Вогойна получила 66 мандатов (35,7 % поданных голосов), тогда как социал-демократы — 72 (41,1 %). Попытки Зейпеля сформировать правительство на основе объединения несоциалистических партий наткнулись на отказ со стороны экс-канцлера Шобера, возглавлявшего блок Великогерманской партии и Аграрного союза. Вогойн отклонил предложение своего вице-канцлера, лидера хеймвера Штаремберга, «принять меры», чтобы силовым путём не допустить передачи власти социалистам, и его правительство ушло в отставку 29 ноября 1930 года.
Несмотря на поражение на выборах, в новом коалиционном правительстве, сформированном Отто Эндером, Вогойн снова получил пост министра обороны, а также сохранил за собой должность председателя Христианско-социальной партии. Его влияние в партии, однако, ослабело, и её фактическим лидером стал Энгельберт Дольфус, при поддержке Вогойна включивший её в свой Отечественный фронт. После самороспуска парламента в 1933 году Дольфус принял на себя диктаторские полномочия. Этот шаг был первоначально поддержан Вогойном, который на тот момент главной опасностью для Австрии считал усиливавшийся германский национал-социализм и для противодействия ему был готов даже обеспечить сотрудничество федеральной армии с социал-демократическим Шуцбундом. В итоге он вместе с Дольфусом был формально исключён из партии. Экс-председатель, однако, остался верен своей прежней партии и пытался противодействовать шагам, которые Дольфус принимал против её руководства. Конфликт достиг своего пика осенью 1933 года, когда Дольфус отправил своего военного министра в отставку, сам заняв этот пост. В компенсацию 21 сентября 1933 года Вогойн был официально произведён в генералы инфантерии, а его имя было присвоено 5-му Нижнеавстрийскому пехотному полку. Он был также назначен председателем административной комиссии Австрийских федеральных железных дорог. В ноябре 1934 года Вогойн был включён в состав Государственного совета и стал членом австрийского Бундестага.
В ноябре 1933 года Вогойн ненадолго вернулся на пост председателя Христианско-социальной партии, но снова подал в отставку в январе следующего года. После отставки с правительственного поста он занял руководящие должности в ряде крупных компаний, включая страховое общество Phönix (вице-президент), Хиртенбергской патронной фабрики (президент) и завода взрывчатых веществ в Блумау (член правления). Однако высокий пост в «Фениксе» сделал его позже одной из центральных фигур громкого скандала, когда в 1936 году после смерти президента фирмы вскрылись масштабные финансовые махинации и она обанкротилась. Несмотря на непричастность Вогойна к финансовой афере, он вынужден был подать в отставку со всех занимаемых постов, включая пост члена Государственного совета.
После аншлюса 1938 года Вогойн, ведший жизнь частного гражданина, был арестован нацистскими властями, его имущество конфисковано. Он был выпущен из-под стражи только в августе 1939 года в связи с ухудшением состояния здоровья. Некоторое время Вогойн пребывал в доме престарелых в Вене, но в 1940 году переведён под надзор сначала в Судеты, а затем в Тюрингию. Только в 1943 году ему было позволено вернуться в Австрию, где он и проживал до самой смерти в 1948 году. В последний год жизни Вогойн был парализован. Похоронен на Хитцингском кладбище в Вене по католическому обряду. Его жена Паулина Алоизия (в первом браке Штёльцле) пережила мужа почти на 20 лет.